# Włodzimierz Polański
Włodzimierz Polański, ros. Володымир Васильевич Полянский (ur. 18 listopada 1878 w Winnicy, zm. 26 sierpnia 1944 w Warszawie) – filatelista, badacz dziejów Poczty Polskiej, założyciel, twórca i kustosz Muzeum Poczt i Telegrafów – pierwszego muzeum gromadzącego zbiory dotyczące historii polskiej filatelistyki. Pochodził z rosyjskiej rodziny arystokratycznej. W 1919 wyemigrował do Polski i w 1920 przyjął obywatelstwo polskie.

## Życiorys
Urodził się w Winnicy na Podolu w rodzinie szlacheckiej. Ród Poliańskich został wpisany do VI części Księgi rodów szlacheckich Guberni Smoleńskiej w XVII w. W guberni smoleńskiej Poliańscy posiadali dwa majątki Zubowszczina i Zubowicze. Ochrzczony w obrządku prawosławnym. Matka – Maria Michajłowna z domu Wołkowińska, ojciec – generał–major Wasylij Amfianowicz Poliański, wieloletni dowódca I Brygady 17 Dywizji Piechoty za cara Aleksandra II.
Włodzimierz Polański ukończył Cesarskie Liceum Aleksandryjskie (Императорский Александровский лицей) w Petersburgu w 1898 roku, ze specjalnością prawną. Następnie wstąpił do Lejb Gwardyjskiego Pułku Ułanów Jego Wysokości. Początkowo w Petersburgu, następnie stacjonował w Warszawie pod dowództwem m.in. generała Carla Gustafa Mannerheima, późniejszego regenta i prezydenta Finlandii. W pułku posiadał rangę porucznika, a dodatkowo od lipca 1912 do października 1913 otrzymał funkcję „młodszego pomocnika inspektora typografii w Warszawie” – czyli cenzora.
W 1913 roku Włodzimierz Polański podał się do dymisji „z przyczyn domowych”. Dymisja spowodowana była małżeństwem zawartym z Polką Leokadią z Włodarskich.
Zmobilizowany latem 1914 roku, Polański służył w Armii Kaukazu w randze sztabrotmistrza, przy Sztabie Głównym tej armii. Podczas I wojny światowej na froncie tureckim, gdzie kolejno awansował, aż do rangi pułkownika. Następnie po wybuchu rewolucji bolszewickiej, uczestniczył w tzw. „Białym Ruchu” (Белое Движение) pod dowództwem gen. Korniłowa, a następnie gen. Denikina. Brał udział w pierwszym marszu kubańskim, zwanym „marszem lodowym”.
W 1919 reemigrował do Polski. Mieszkał na stałe w Świdrze. W 1920 roku podczas nawały bolszewickiej zorganizował i sfinansował w swoim domu Szpital Czerwonego Krzyża dla rannych polskich żołnierzy. Po odparciu bolszewików, utrzymywał szpital, przez kolejnych kilka miesięcy, do całkowitego wyleczenia pacjentów. Przyjął polskie obywatelstwo w 1920 r. Od 1927 roku mieszkał w Warszawie. W latach 1925–1939 pełnił funkcję Kustosza Muzeum Poczt i Telegrafów w Warszawie. Jako długoletni kustosz Muzeum Poczty przyczynił się w sposób bardzo istotny do jego rozbudowy i rozkwitu. Polański był członkiem i członkiem honorowym Polskiego Towarzystwa Filatelistów w Warszawie, Krakowskiego Związku Filatelistów (1921) i Związku Filatelistów w Toruniu (1927) oraz członkiem honorowym „Société Française de Timbrologie” (1937).
Odznaczony został Złotym Krzyżem Zasługi.
Zginął podczas Powstania warszawskiego zasypany gruzami zbombardowanej kamienicy na ul. św. Barbary, w której mieszkał.

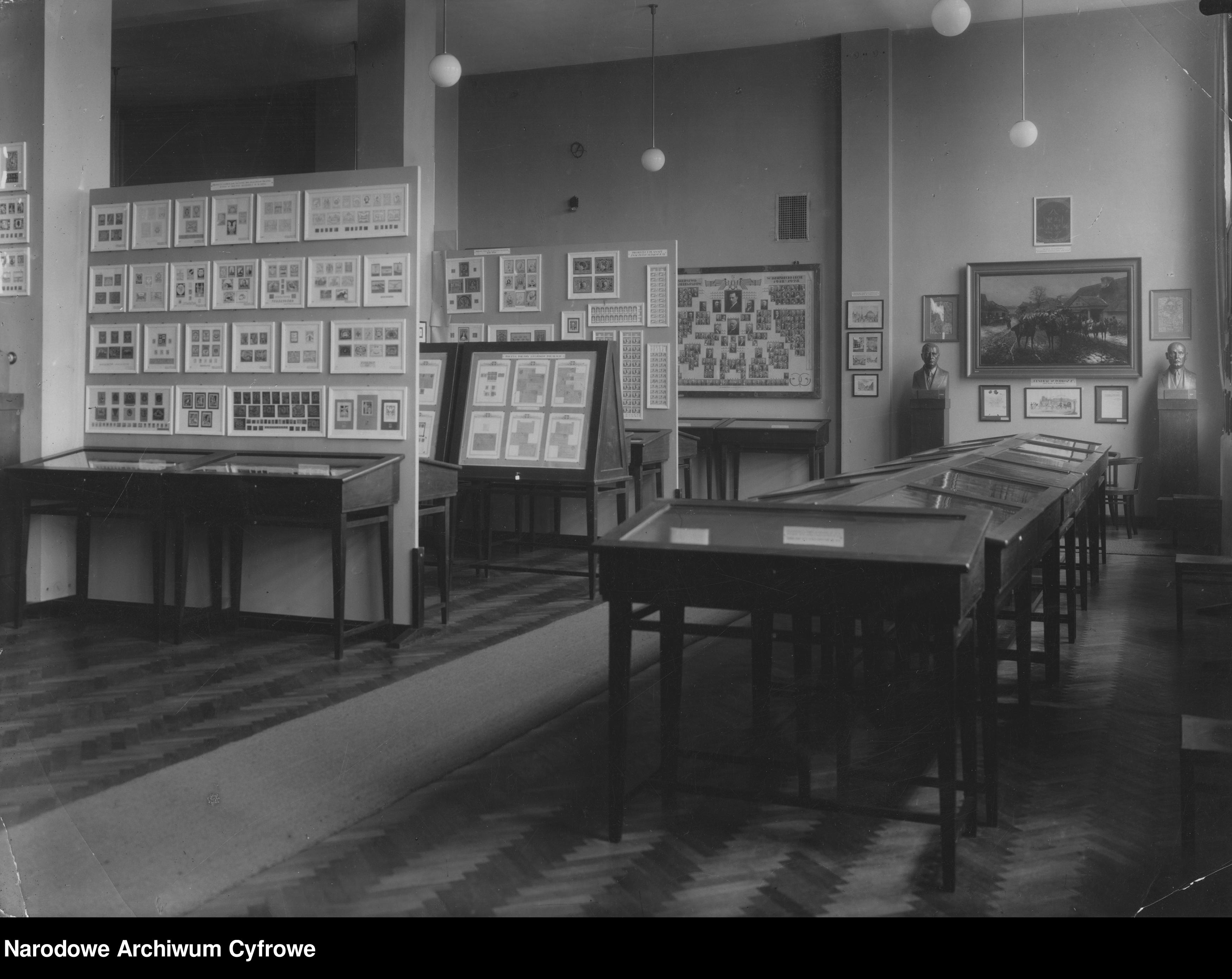
Sala z ekspozycją w Muzeum Poczty i Telekomunikacji w Warszawie

## Twórca Muzeum
W 1921 roku podjął pracę w Ministerstwie Poczt i Telegrafów, przygotowując politykę emisji pierwszych polskich znaczków II Rzeczypospolitej. W tym samym roku opracował też koncepcję pierwszego polskiego Muzeum filatelistycznego opisaną w studium „Polskie Muzeum Pocztowe – zarys programu”.
Otwarcie Muzeum Poczt i Telegrafów nastąpiło w 1925 roku. Muzeum mieściło się na zbiegu ulic Nowogrodzkiej 45, Poznańskiej 29/33 i św. Barbary 2 w Warszawie. Polański, początkowo w randze kustosza, a następnie kierownika tej placówki, starał się gromadzić eksponaty świadczące o szczególnej roli filatelistyki w utrzymaniu ciągłości dziejów państwa polskiego, również pod zaborami. W celu wzbogacenia ekspozycji Muzeum, Polański przekazał w darze swoje własne, unikatowe zbiory. Muzeum otrzymało od Polańskiego szereg bezcennych dokumentów z XVII i XVIII wieku, w tym jeden wyjątkowy dokument opisujący działalność poczty polskiej w Gdańsku w 1680 roku, pt. „Kurzer Bericht wegen Einrichtung der poste. Anno 1680”. Ponadto, w ofiarowanych zbiorach znalazł się komplet cyrkularzy Królestwa Polskiego oraz znakomicie zachowany szyld poczthalterii w Słonimiu z XVIII w.
Polański przekazał też Muzeum swój osobisty księgozbiór, składający się z 300 woluminów – cennych pozycji wydawniczych, w wielu językach, o tematyce z zakresu filatelistyki i historii poczty w różnych krajach.
Będąc badaczem historii pierwszego polskiego znaczka, zgromadził w swej kolekcji ponad 200 ostemplowanych egzemplarzy „Polski nr 1”. Na podstawie numerów urzędów pocztowych widocznych na stemplach odtworzył sieć połączeń pocztowych Królestwa Polskiego w latach 1858–1866. Osobiście odręcznie Polański wykonał mapę tych połączeń i również podarował ją w darze Muzeum Poczt i Telegrafów (zaginęła w czasie II wojny światowej).
Tuż przed wybuchem II wojny światowej, w sierpniu 1939 roku, Polański wraz z pracownikami, przygotował najcenniejsze zbiory Muzeum do ewakuacji, ale z powodu braku transportu, nie udało ich się wywieźć z Warszawy przed wkroczeniem do niej Niemców. Zostały ukryte w piwnicach, gdzie odnaleźli je niemieccy żołnierze i wysłali do Berlina. W początkach okupacji, wykorzystując wszelkie znajomości i sposoby, Polański czynił starania, by uzyskać możliwość odzyskania skradzionych skrzyń. Wraz z panią Marią Ejsmond z Zachęty i dyrektorem Lorentzem z Muzeum Narodowego prowadzili wspólnie, kilkakrotne rozmowy z Gestapo w nadziei odzyskania eksponatów stanowiących dobro narodowe. Rozmowy zakończyły się fiaskiem, a Muzeum z rozkazu okupanta uległo likwidacji. Zbiory nigdy nie wróciły do Polski.

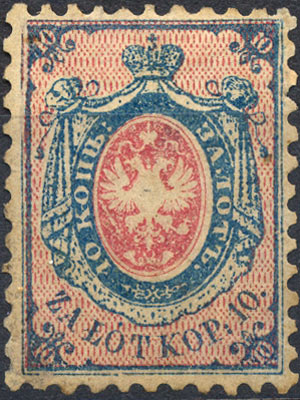
Pierwszy znaczek pocztowy Królestwa Polskiego (1860)

## Kolekcjoner
Polański filatelistyką zainteresował się już w młodym wieku, mieszkając w Petersburgu. Przed I wojną światową zgromadził specjalizowany zbiór znaczków Rosji, który wystawiał kolejno w Amsterdamie (1909), Bernie (1910), Wiedniu (1911), Londynie (1912), Paryżu (1913) oraz Nowym Jorku i Kassel (1914), uzyskując wysokie wyróżnienia medalowe. Z uwagi na to, że stał się znanym w świecie filatelistą, firma Paul Kohl GmbH z Chemnitz zaproponowała mu w 1914 r. opracowanie znaków pocztowych Rosji do przygotowywanego katalogu.
Po I wojnie światowej Polański prezentował na wystawach zagranicznych głównie swój zbiór dotyczący znaczka „Polska nr 1”, nazywanego też „Za Łut” lub „Pierwsza Polska”. Za ten zbiór Polański otrzymywał wysokie wyróżnienia, w tym złoty medal w Paryżu w 1913 i 1925, pozłacane: Londyn (1912) i Genewa (1922). Na pierwszej, po odzyskaniu Niepodległości, zorganizowanej w Warszawie Polskiej Wystawie Marek, Polański przedstawił dramatyczne losy znaczka „Polska nr 1.” na przestrzeni dziejów. Znaczek ten bowiem został poddany represjom po powstaniu styczniowym. Na przełomie lat 1863–1864 władze carskie wycofały z obiegu, zarekwirowały z prywatnych kolekcji oraz Urzędów Pocztowych wszelkie dostępne egzemplarze tego znaczka. Zgromadzono w ten sposób około 200 tysięcy sztuk, które następnie spalono w ogrodach Pałacu Namiestnikowskiego.
Hubert Linde, minister poczt i telegrafów II RP, w uznaniu zasług dla upamiętniania historii poczty polskiej, uhonorował Polańskiego specjalnym listem pochwalnym.
W 1922 roku, odrodzona Rzeczpospolita zadebiutowała na Międzynarodowej Wystawie Znaczków Pocztowych w Genewie, gdzie Polański opracował i zaprezentował zbiory, będąc delegatem Ministerstwa Poczt i otrzymując złote medale.
Na międzynarodowej wystawie w Paryżu w 1925 roku, ponownie będąc delegatem i komisarzem polskiej ekspozycji filatelistycznej z ramienia Ministerstwa Spraw Zagranicznych oraz Dyrekcji Poczt i Telegrafów, Polański zaprezentował zbiory Ministerstwa oraz swój prywatny zbiór. Zorganizowana w Luwrze z wielkim przepychem ekspozycja zgromadziła tłumy i ogromne zainteresowanie mediów. Prezentowane kolekcje znaczków z całego świata, ubezpieczone zostały na zawrotną kwotę dwudziestu milionów franków, co samo w sobie świadczy o ich wartości. Pierwszego dnia zwiedziło wystawę dwadzieścia tysięcy osób, a następnego dnia od rana ustawiła się przed Pavillon de Marsan ogromna kolejka, zmuszając organizatorów do wpuszczania publiczności partiami.
Polskie zbiory wygrały konkurs bezapelacyjnie, otrzymując największą liczbę medali – dwa brązowe i trzy srebrne dla zbiorów ministerstwa, oraz dodatkowo dwa złote medale dla prywatnej kolekcji Polańskiego. Odrębnym, wyróżnieniem dla Polańskiego, był specjalny list gratulacyjny od jury konkursu i drugi od prezesa Komitetu Wystawowego pana Coyette.
Udział Polańskiego w filatelistycznych wystawach międzynarodowych zaowocował rekordową liczbą nagród dla Polski – 11 medali złotych, 9 srebrnych pozłacanych, 6 srebrnych, 1 brązowy, 1 specjalna nagroda honorowa, 3 dyplomy honorowe i 2 specjalne gratulacje od jury konkursu.

## Badacz
Początkowo Polański specjalizował się w znaczkach rosyjskich. Wynikiem jego badań były artykuły publikowane po wojnie w prasie polskiej, jak: „Osobliwości rosyjskich znaczków klasycznych” („Filatelista Polski”), „Rosyjskie kasowniki liczbowe w epoce znaczków klasycznych” i „Osobliwości rosyjskich znaczków z lat 1857–1914” („Ilustrowany Przegląd Filatelistyczny”). Następnie służąc w pułku, który stacjonował w Polsce, Polański zainteresował się historią poczty i pierwszym znaczkiem polskim z 1860 r. Intensywnie gromadził materiały i od 1912 podjął prace badawcze w tym zakresie. W tym celu penetrował zasoby archiwów Petersburga, Warszawy i licznych antykwariatów. Pierwsze opracowanie o polskich całostkach z lat 1858–1865 ukazało się w 1913 w berlińskim czasopiśmie „Der Ganzsachen-Sammler”. Zbierał nie tylko znaczki pocztowe, ale także dokumenty oraz książki dotyczące filatelistyki i historii poczty. W wyniku długoletnich poszukiwań zgromadził unikalny zbiór pierwszego znaczka polskiego, „Polska nr 1”, obejmujący jego odmiany i bogatą dokumentację, jak: koperty poczty miejskiej warszawskiej, stemple, klisze, wzory rysunków oryginalnych, ilustracje, jedyne dwie matryce miedziane do druku tego znaczka wykonane przez ówczesnego rytownika Banku Polskiego Henryka Majera itp.
Polański jest autorem pierwszej monografii dotyczącej polskiej filatelistyki, wydanej pierwotnie w języku francuskim – „Timbres – Poste de Pologne aux XVIII et XIX siecles 1780-1870” (Geneve 1920), a następnie w języku polskim pt. „Znaki i marki pocztowe w Polsce w XVIII – XIX wieku 1780-1870”, (1921) oraz w języku niemieckim (we współpracy z W. Rachmanowem): „Die Postwertzeichen und Poststempel von Polen im 18 und 19 Jahrhundert” (Wien 1935). Wersja niemiecka wraz z tłumaczeniem polskim została wydana powtórnie (reprint 1993) z okazji ŚWF „Polska ‘93”.
W 1925 roku ukazała się kolejna monografia pt. „Jak przewożono pocztę polską w dawnych czasach. Szkic historyczny z ilustracjami” (1925, reprint 1985). W 1938 ukazał się szkic historyczny „Trąbka i sygnały pocztowe” (1938, reprint 1986).

## Upamiętnienia
- grób symboliczny na cmentarzu parafialnym w Otwocku
- imię Włodzimierza Polańskiego nosi od 1968 r. koło nr 1 Okręgu Warszawskiego Polskiego Związku Filatelistów
- okolicznościowa karta pocztowa z okazji 30–lecia koła nr 1 Okręgu Warszawskiego PZF z portretem Włodzimierza Polańskiego na znaku opłaty pocztowej i wymienieniem jego najważniejszych zasług dla polskiej filatelistyki (1985). Kartę wznowiono na 35-lecia koła (1990)